# Phyllachora ventilaginis
Phyllachora ventilaginis är en svampart som beskrevs av T.S. Ramakr. & Sundaram 1954. Phyllachora ventilaginis ingår i släktet Phyllachora och familjen Phyllachoraceae.   Inga underarter finns listade i Catalogue of Life.